# Petra Unterbrink
Petra Unterbrink (* 11. Oktober 1974) ist eine ehemalige deutsche Fußballspielerin.

## Karriere
Die 176 cm große Unterbrink hatte bis zum 9. März 1998 für die Frauenfußballabteilung des FC Eintracht Rheine gespielt, bevor sich diese tags darauf als FFC Heike Rheine als eigenständiger Verein gründete. Zunächst noch in der zweigleisigen Bundesliga Nord als Mittelfeldspielerin aktiv, kam sie ab der Saison 1997/98 in der eingleisigen Bundesliga zum Einsatz. Während ihrer Zeit in Rheine erreichte sie – noch mit der Frauenfußballabteilung des FC Eintracht Rheine – am 14. Juni 1997 im Olympiastadion Berlin das Finale um den DFB-Pokal 1996/97. Bei der 1:3-Niederlage gegen Grün-Weiß Brauweiler vor 30.000 Zuschauern – als Vorspiel zum Männerfinale – erzielte sie das Tor zum 1:2 in der 76. Minute. In der DFB-Supercup-Begegnung mit dem zuvor genannten Verein unterlag sie mit ihrer Mannschaft am 31. August 1997 in Rheine mit 0:1.
Die Saison 1999/2000 spielte Unterbrink für den Bundesligisten Grün-Weiß Brauweiler, ab der Folgesaison bis Ende der Saison 2003/04 für den FFC Brauweiler Pulheim, der als eigenständiger Verein am 1. Juli 2000 aus der Frauenfußballabteilung von Grün-Weiß Brauweiler hervorgegangen war. Während ihrer Vereinszugehörigkeit, in der sie in 67 Punktspielen 56 Tore erzielte (davon allein fünf beim 8:0-Sieg über den WSV Wendschott am 9. April 2000), wurde sie mit der Mannschaft Vierte (2000/01), Siebte (2001/02), Sechste (2002/03) und Elfte in der Saison 2003/04. Letztere Platzierung bedeutete den Abstieg in die 2. Bundesliga, dem sie entging, da sie zum Bundesliganeuling SG Essen-Schönebeck wechselte. Mit den Essenerinnen hielt sie als Zehntplatzierte die Klasse. Im DFB-Pokal-Wettbewerb unterlag ihr Verein dem 1. FFC Frankfurt im Viertelfinale 2004/05 mit 0:3 n. V.

## Erfolge
- DFB-Supercup-Finalist 1997
- DFB-Pokal-Finalist 1997